# Лунц, Григорий Львович
Григорий Львович Лунц (1911 — 1977) — советский учёный, математик, доктор физико-математических наук (1963), профессор (1963).

## Биография
Окончил МГУ имени М. В. Ломоносова. Работал в ряде высших учебных заведений, в том числе Московском высшем техническом училище имени Н. Э. Баумана и Московском институте химического машиностроения. В 1962–1972 заведовал кафедрой высшей математики в МИХМ. В область научных интересов входили вопросы комплексного анализа, являлся специалистом по теории рядов Дирихле, которые связаны с различными интегральными преобразованиями, дифференциальными уравнениями, специальными классами функций. 

## Семья
Жена — Розалия Исааковна Лунц (в девичестве Вугмейстер; 1916—1998), врач-рентгенолог. Дочь — Мария Григорьевна Лунц (1949—2023), биолог, вирусолог.

## Публикации
Им были написаны учебники и методические пособия по теории функций комплексного переменного, теории вероятностей, операционному исчислению. Участвовал в создании сборника задач по математическому анализу и краткого физико-технического справочника. Его книги были переведены на английский, французский, испанский и другие языки, изданы в Англии, США, Китае, Японии, Бразилии, Чехословакии.
- Араманович И. Г., Лунц Г. Л., Эльсгольц Л. Э. Функции комплексного переменного. Операционное исчисление. Теория устойчивости : [Учеб. пособие] — Москва : Наука, 1965. — 391 с. : черт.; 21 см. - (Избранные главы высшей математики для инженеров и студентов втузов).[1][2]
- Волковыский Л. И., Лунц Г. Л., Араманович И. Г. Сборник задач по теории функций комплексного переменного : учеб. пособие для студ. вузов. — 3-е изд., стер. — М. : Наука : Глав. ред. Физматлит, 1975. — 319 с.[3][4]
- Лунц Г. Л., Эльсгольц Л. Э. Функции комплексного переменного с элементами операционного исчисления. — [2-е изд., стер.]. — СПб. : Лань, 2002. — 298 с. : ил. — (Учеб. для вузов. Специал. лит.).